# زیردریایی کی-۶۴
زیردریایی کی-۶۴ (به انگلیسی: Soviet submarine K-64) یک زیردریایی است. این زیردریایی در سال ۱۹۸۶ ساخته شد سپس در سال ۱۹۸۷ میلادی پس از معاینه رسمی و تایید نیروی دریایی روسیه به دریا رفت.